# Scenopinus foxi
Scenopinus foxi är en tvåvingeart som beskrevs av Kelsey 1971. Scenopinus foxi ingår i släktet Scenopinus och familjen fönsterflugor.
Artens utbredningsområde är Idaho. Inga underarter finns listade i Catalogue of Life.